# الحوزية (أولاد الكرن)
الحوزية هو دُوَّار يقع بجماعة أولاد الكرن، إقليم قلعة السراغنة، جهة مراكش آسفي في المملكة المغربية. ينتمي الدوّار لمشيخة أولاد الكرن التي تضم 15 دوار. يقدر عدد سكانه بـ 620 نسمة حسب الإحصاء الرسمي للسكان والسكنى لسنة 2004.

## روابط خارجية
- البوابة الوطنية للجماعات الترابية
- المندوبية السامية للتخطيط